# Fântâna Mare
Fântâna Mare è un comune della Romania di 2 672 abitanti, ubicato nel distretto di Suceava, nella regione storica della Moldavia. 
Il comune è formato dall'unione di 4 villaggi: Cotu Băii, Fântâna Mare, Praxia, Spătărești.
Fântâna Mare è divenuto comune autonomo nel 2003, staccandosi dal comune di Vadu Moldovei.